# Johanna Frändén
Johanna Frändén, född 31 augusti 1981 i Lerdala i Västergötland, är en svensk journalist, sedan 2025 verksam på Dagens Nyheter.
Frändén har sport och särskilt fotboll som specialområde och har bevakat de större västeuropeiska fotbollsligorna för Sportbladets och SVT:s räkning. Hon anlitas ofta som studioexpert vid stora mästerskap och har bland annat deltagit i SVT:s studio under hittills (2018) tre VM och två EM.

## Biografi
Johanna Frändén är fil. kand. med sociologi som huvudämne och har även studerat på journalisthögskolan i Göteborg. Hon fick på Bokmässan 2005 kontakt med Sportbladets Simon Bank, vilket ledde till att Frändén i februari året därpå flyttade till Stockholm för att börja praktisera på Sportbladets redaktion. Därefter följde sommarvikariat och vidare uppdrag. Sommaren 2006 skickades hon på uppdrag i Frankrike, för att följa efterspelet till VM 2006.
Senare har Johanna Frändén fått koncentrera sig mycket på tidningens bevakning av Zlatan Ibrahimović. 2009 fick Frändén Sportbladets uppdrag att flytta till Barcelona, där Ibrahimović var ny i FC Barcelona. Hon behöll posteringen i Barcelona, även efter att Ibrahimović flyttat till AC Milan. 2013 flyttade Frändén dock vidare till Paris, där hon nu skulle bevaka Ibrahimović i Ligue 1.
Parallellt har Johanna Frändén fått studiouppdrag för Sveriges Television i stora turneringar mellan 2010 och 2018. Det har inkluderat VM 2010, EM 2012, VM 2014 och VM 2018. 2012 uppmärksammades hon när hon framträdde i SVT:s EM-studio med håret i en flätkrans à la Julia Tymosjenko (då i fängelse). Hon deltog dock inte i EM-arbetet 2021, eftersom hon då valt att istället koncentrera sig på sitt skrivande arbete.
2011 deltog Frändén i På spåret tillsammans med Carl Johan De Geer. De gick till semifinal. 2021 gav de tillsammans ut boken Att segra är banalt.

## Utmärkelser
- 2012 vann hon SvenskaFans.com:s utmärkelse Guldskölden som Sveriges bästa sporttwittrare.[8]
- I maj 2013 vann Frändén Frilanspriset (utdelat av PP Pension och Poppius journalistskola).[9]
- 2014 utsågs hon till Årets sportjournalist av Sportjournalisternas klubb Stockholm.[10]
- Hon tilldelades 2020 Jolopriset och 2021 Dagens Nyheters kritikerpris Lagercrantzen.[11]
- 2022 tilldelades hon den franska Nationalförtjänstorden.